# تودنهام سنت مارتین
تودنهام سنت مارتین (به انگلیسی: Tuddenham St Martin) یک روستا و محله مدنی در بریتانیا است که در Suffolk Coastal واقع شده‌است. تودنهام سنت مارتین ۳۵۳ نفر جمعیت دارد.